# Крепи (Па де Кале)
Крепи (фр. Crépy) насеље је и општина у североисточној Француској у региону Север-Па д Кале, у департману Па де Кале која припада префектури Montreuil.
По подацима из 2011. године у општини је живело 151 становника, а густина насељености је износила 21,85 становника/km². Општина се простире на површини од 6,91 km². Налази се на средњој надморској висини од 124 метара (максималној 142 m, а минималној 72 m).

## Демографија
| 1962. | 1968. | 1975. | 1982. | 1990. | 1999. | 2011. |
| ----- | ----- | ----- | ----- | ----- | ----- | ----- |
| 160   | 189   | 183   | 176   | 176   | 170   | 151   |

График промене броја становника у току последњих година